# Lesica (województwo dolnośląskie)

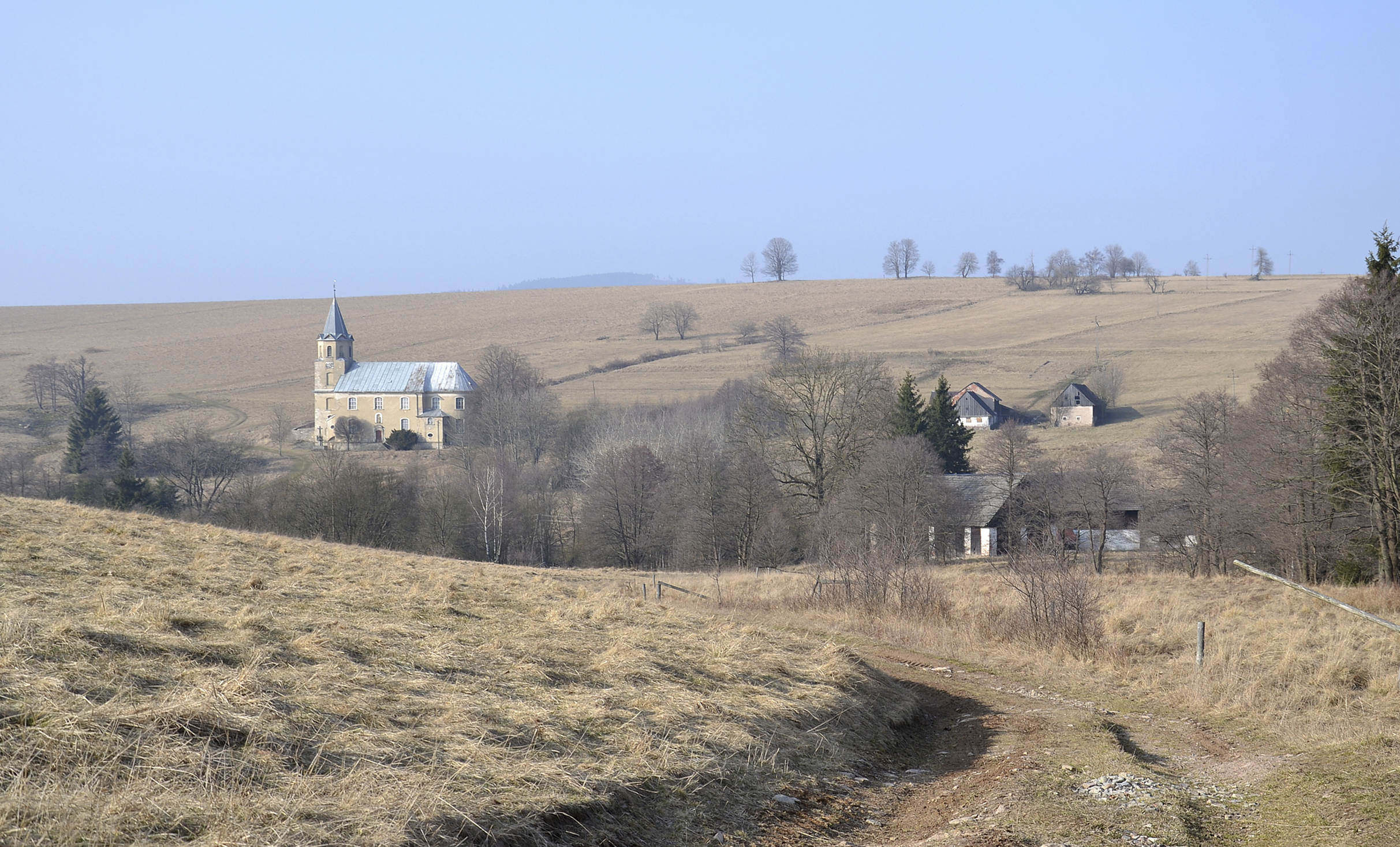
Panorama Lesicy z kościołem

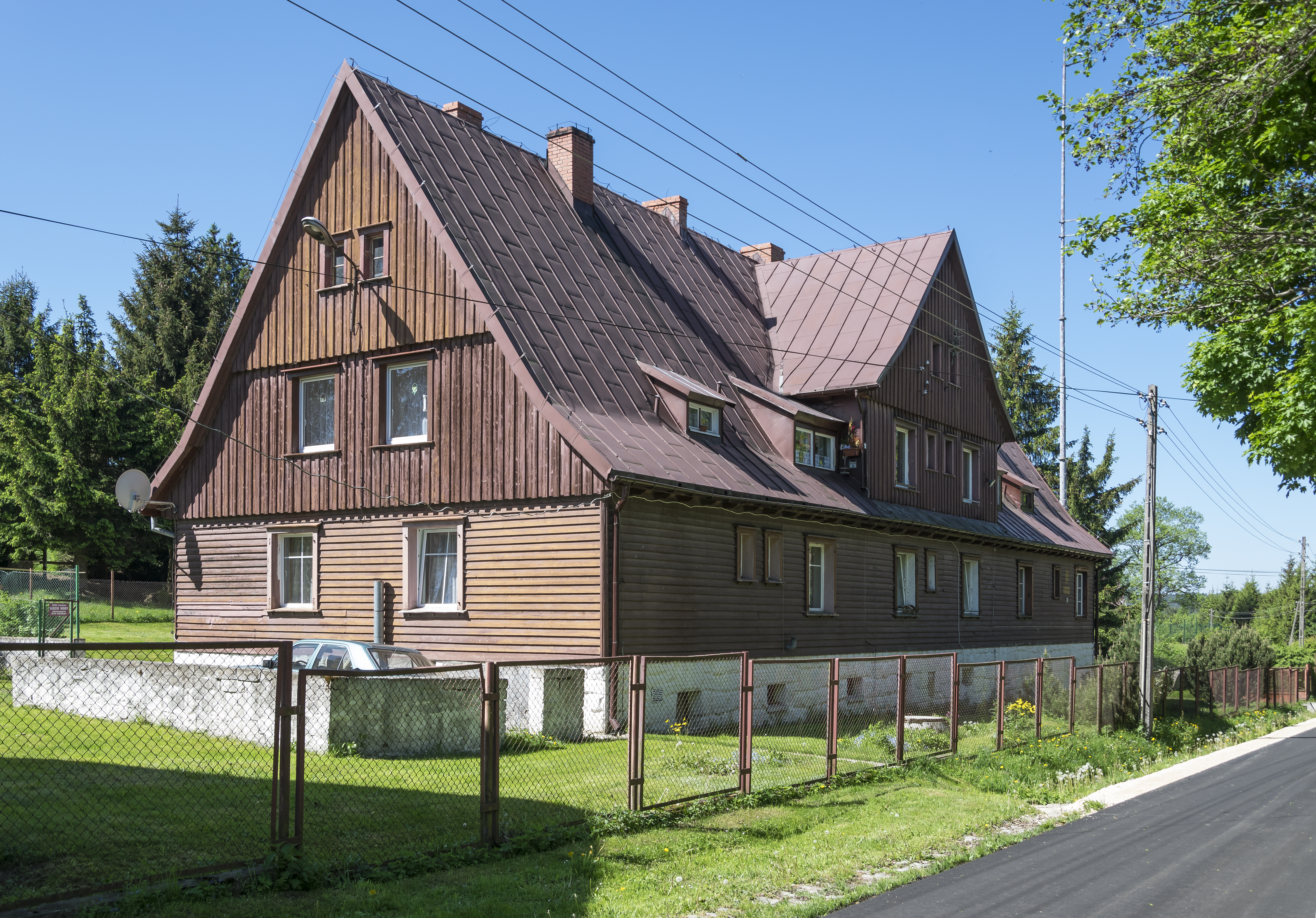
Dawna strażnica WOP

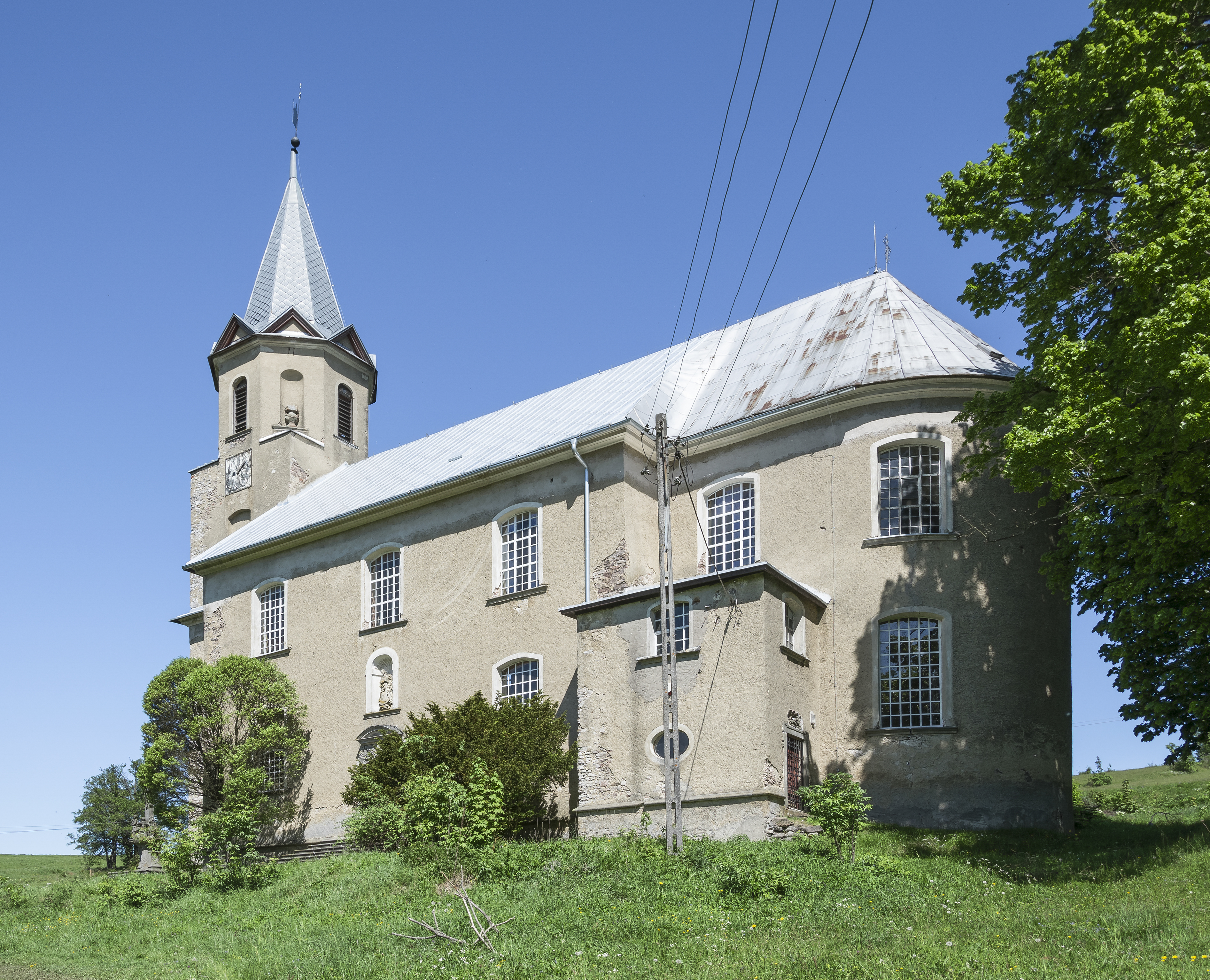
Kościół św. Marcina od płd.-wsch.

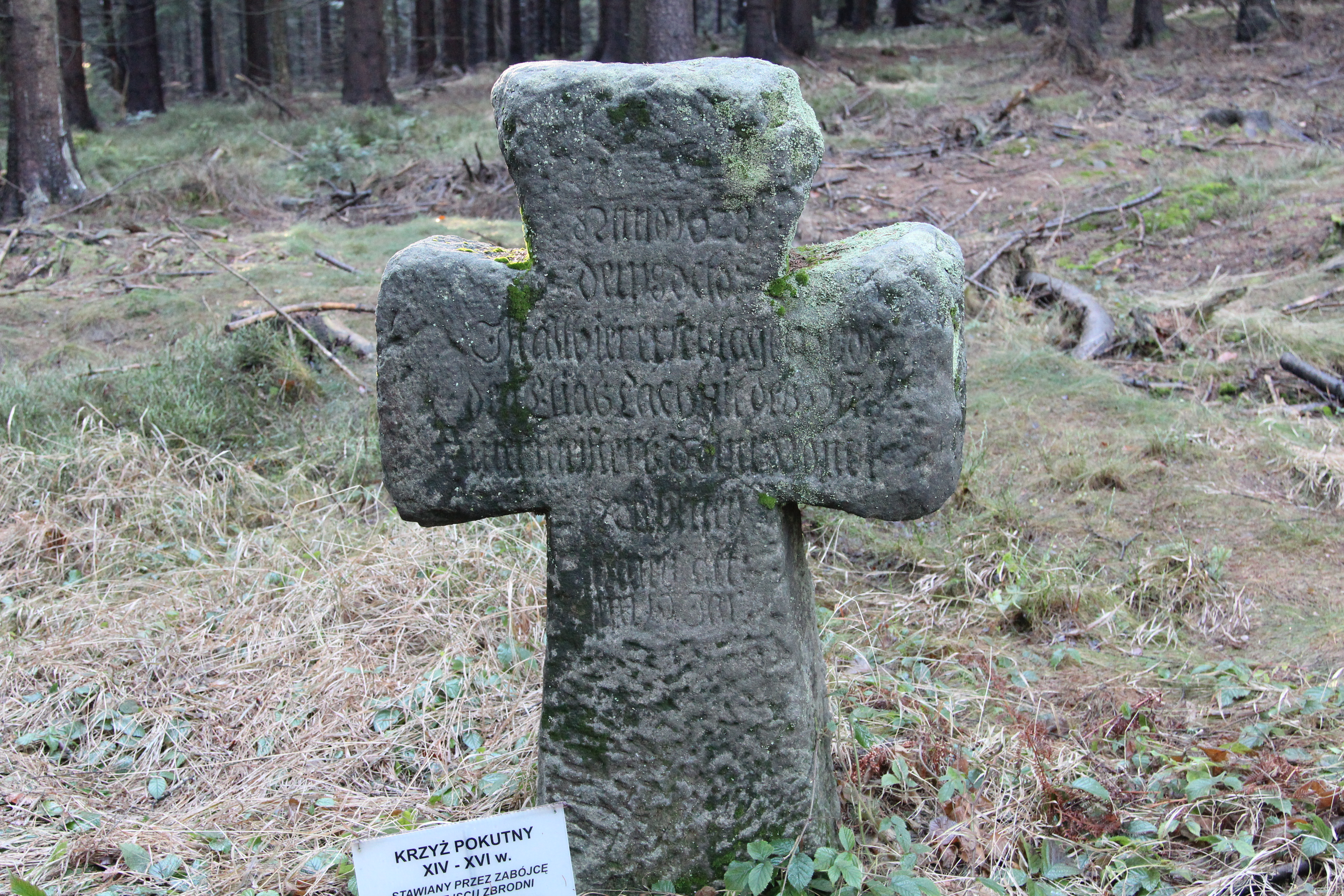
Krzyż pamiątkowy z XVII w. w Lesicy

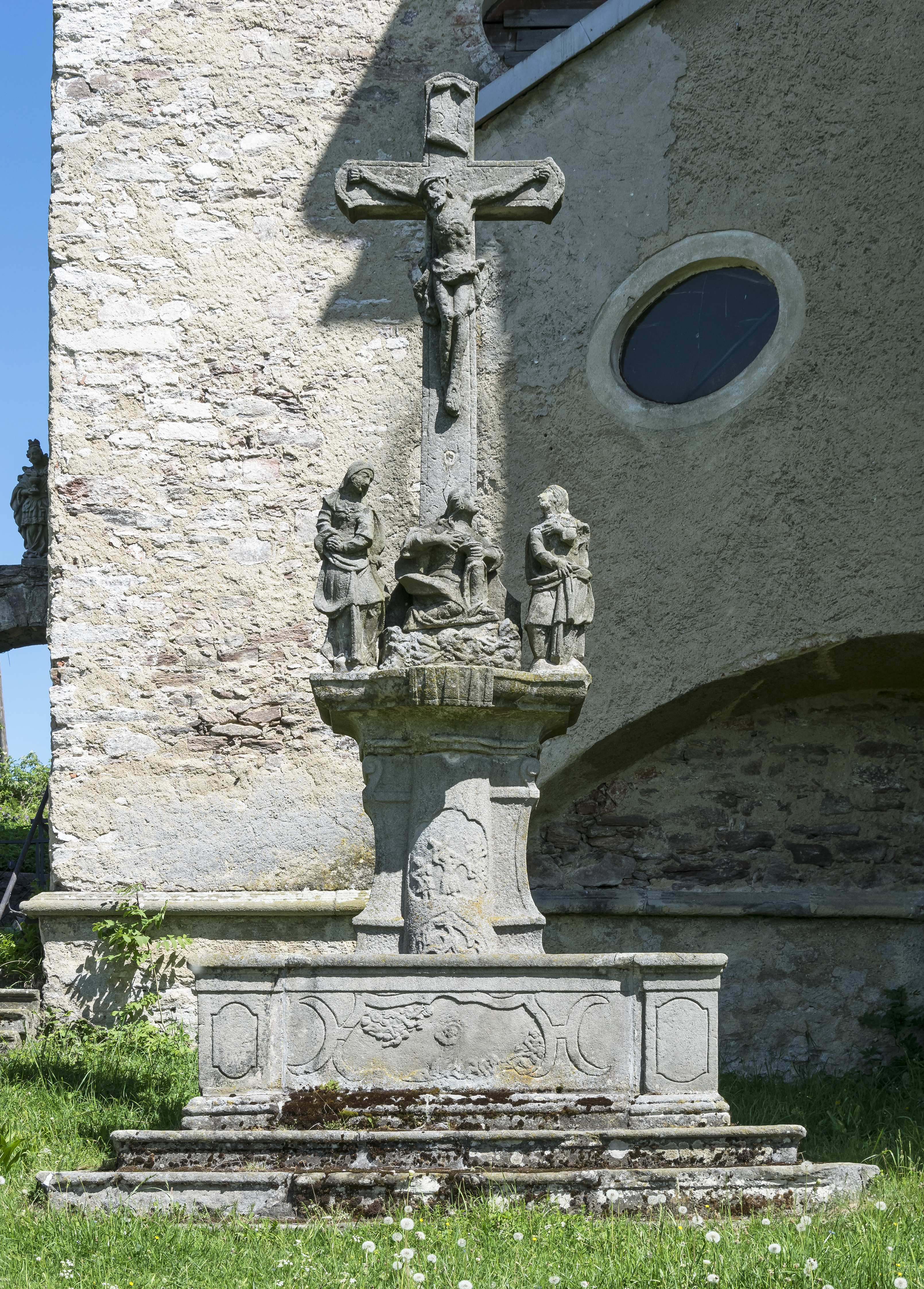
Grupa Ukrzyżowania przy kościele

Lesica (niem. Freiwalde) – wieś w Polsce położona w województwie dolnośląskim, w powiecie kłodzkim, w gminie Międzylesie.

## Położenie
Lesica to wieś łańcuchowa położona w południowo-zachodniej Polsce, w południowej części Gór Bystrzyckich, w dolinie Jelonika, na wysokości około 540–620 m n.p.m., około 5 km na zachód, od centrum miejscowości Międzylesie.

## Podział administracyjny
W latach 1975–1998 miejscowość administracyjnie należała do województwa wałbrzyskiego.

## Historia
Wieś do 1945 roku nosiła nazwę „Freiwalde”. Ludność w tym rejonie pojawiła się dość wcześnie, najstarsze ślady działalności człowieka w okolicach obecnej wsi sięgają XIX-XVIII stuleciu p.n.e., okresu kultury pucharów dzwonowatych. Z tego okresu pochodziła znaleziona w okolicy Lesicy ochronna płytka naramienna jaką zakładali na ramię łucznicy plemion pastersko-wojowniczych. W późniejszym okresie okoliczne tereny wchodziły w skład państewka śnielińskiego, a w XIII wieku były w granicach Hrabstwa kłodzkiego. Wieś powstawała w okresie od 1564 do1590 roku, w okresie sporów granicznych między panami kłodzkimi a czeskimi. W wyniku sporów powstały dwie osady, na lewym brzegu powstała osada von Tschirnhausów, zwana „Grenzdorf” a na prawym brzegu Jelonika cesarski nadleśniczy Leonhardt von Veldhammer założył osadę „Frewald” zwaną również Neurosenthal. Podział na dwie osady „Frewald” i „Grenzdorf” utrzymywał się przez kilka lat jednak obie osady funkcjonowały razem, a potem połączyły się w jedną wieś. W XVI wieku lewobrzeżna część Lesicy związana była z majątkiem rycerskim braci Dawida i Michała Tschirnhausów i wchodziła w skład dóbr międzyleskich. Do 1684 roku wieś była królewszczyzną, później stała się własnością prywatną. W XVII wieku we wsi było już wolne sołectwo. W wojnie trzydziestoleniej wieś poniosła nieznaczne zniszczenia. W 1747 roku właścicielem był hrabia won Althann, we wsi mieszkało, 9 kmieci, 36 zagrodników i chałupników a w 1765 roku we wsi mieszkał, 1 kmieć, 13 zagrodników i 18 chałupników. W XVIII wieku po wojnach śląskich, wieś przeżywała rozwój gospodarczy, związany z wyrobem tkanin. Rozwinęło się rzemiosło związane z wyrobem tkanin i rolnictwo, które stanowiły do końca XVIII wieku podstawowe źródło utrzymania. W 1787 roku obie części należały do E. von Muldnera, we wsi mieszkało wówczas 49 zagrodników i chałupników oraz 13 płócienników. Wieś była dobrze rozwinięta, posiadała chałupnicze warsztaty tkackie, kościół, młyn wodny, szkołę, a w części obejmującej wolne sołectwo: działał folwark i potażarnia. Działania wojen napoleońskich wieś ominęły. W 1825 roku właścicielami poszczególnych części byli hrabia von Magnis i hrabia von Paucke. W 1840 roku wieś należała do księżnej Marianny Orańskiej. W 1840 roku we wsi było 95 budynków, kościół, szkoła katolicka, gorzelnia, młyn wodny, 27 warsztatów tkackich i wolne sołectwo, które należało do Schwerzera. Do Lesicy należały dwie kolonie: „Neuwalbe” i „Hirschenhauser”, leżąca powyżej wsi na zachodnim zboczu Żelaznej Góry. W połowie XIX wieku wieś przeżywa kryzys spowodowany rewolucją przemysłową i upadkiem tkactwa. W 1849 roku w pobliżu myśliwskiego zameczku cesarskiego zbudowano neoklasycystyczną kaplicę św. Anny. W 1865 roku częściowo spłonął miejscowy kościół. W drugiej połowie XIX wieku Lesica była znanym ośrodkiem turystycznym i pielgrzymowym. Pielgrzymi udawali się do miejscowego kościoła, gdzie oddawali cześć św. Leonardowi. W Lesicy znajdował się most nad Dziką Orlica i działało przejście graniczne, przez które prowadziła droga do przełomu Dzikiej Orlicy w Górach Orlickich położonego w Rezerwacie przyrody Ziemska brama czes. Zemska brana. Sołtysi założyli we wsi gospodę, którą w późniejszym czasie zamieniono na schronisko. Druga gospoda powstała na wysokości 660 m n.p.m. w przysiółku Hirschenhauser liczącym 10 zagród. Pod koniec XIX wieku w tej części Gór Bystrzyckich wiodła popularna trasa wycieczkowa. W okresie międzywojennym ruch turystyczny zdecydowanie zmalał a wieś zaczęła się wyludniać. Od 1945 roku przez kilkanaście lat w Lesicy mieściła się strażnicę WOP. Po II wojnie światowej w Lesicy osiedlono repatriantów, ale proces wyludniania trwał nadal. W 1978 roku we wsi były 24 gospodarstwa rolne.

## Charakterystyka
Stara, śródgórska, niewielka, przygraniczna, wieś łańcuchowa, rozciągnięta na przestrzeni 2,4 km, o luźnym układzie zabudowań, ulokowana w górskiej dolinie nad rzeką Jelonik. Zabudowa wsi składa się z budynków gospodarczych i mieszkalnych rozlokowanych na wysokości od 540 do 620 m n.p.m. po obu stronach drogi. Jest to wieś zanikająca, większość zabudowań jest w złym stanie a wiele domów przestało już istnieć - zostały po nich ruiny lub tylko fundamenty. Przez wieś przepływa potok górski i przebiega droga lokalna Międzylesie - Niemojów. Jest to wieś o charakterze rolniczym. Wokół wsi rozciągają się rozległe użytki rolne i półdzikie górskie łąki, leżące głównie na zboczach doliny. W bliskim otoczeniu nie występują lasy, niewielkie pasy zieleni, złożone głównie z drzew i krzewów liściastych, występują w formie przydomowych nasadzeń, oraz wzdłuż potoku i miedz. Od południowego wschodu nad wsią dominuje wzniesienie Bochniak, a od północy bezimienne wzgórze (665,8 m n.p.m.) w kształcie rozległego wału ułożonego równolegle do wsi. We wsi zachowało się kilka zabudowań gospodarskich z przełomu XVIII i XIX wieku, o wyraźnych wpływach czeskich, kościół pw. św. Marcina z początku XVIII wieku, ruiny wolnego sołectwa z XVII wieku, kilka figur obok kościoła powstałych w tzw. warsztacie lesickim oraz budynki po byłej strażnicy Wojsk Ochrony Pogranicza (WOP).

## Zabytki
Do wojewódzkiego rejestru zabytków wpisany jest obiekt:
- Kościół św. Marcina w Lesicy, filialny z XVII-XVIII w.

## Ciekawostki
- W 1864 roku rozparcelowano wolne sołectwo
- W 1865 roku częściowo spłonął miejscowy kościół
- Malowidło na jednej z chorągwi w kościele przedstawia pożar kościoła w 1895 roku

## Inne
- W dawnym przysiółku powyżej wsi zachowała się leśniczówka
- Z 1631 roku pochodzi wzmianka, która wymienia w Lesicy drewnianą kaplicę, z dwoma dzwonami.

## Godne odwiedzenia
- Kościół św. Marcina z 1706 roku:
  - ołtarz główny z 2. połowy XVIII w. z obrazem patrona;
  - chrzcielnica z piaskowca (Anno 1611);
  - kilka figur obok kościoła powstałych w tzw. warsztacie lesickim;
  - polichromie z 1848 roku mistrza Rungego z Ratyzbony, rokokowy ołtarz główny oraz obraz św. Leonarda w bocznym ołtarzu.

- Ruiny wolnego sołectwa z XVII w.
- Kamienna figura Trójcy świętej z XVIII w.
- Przełom Dzikiej Orlicy – Ziemska Brama w Czechach.
- Krzyż kamienny z wykutą inskrypcją i datą 18.10.1628 stojący przy drodze do Międzylesia. Krzyż określany jest często jako tzw. krzyż pokutny, jest to jednak nieporozumienie wynikające z nieuprawnionego identyfikowania wszystkich starych kamiennych krzyży jako krzyży pokutnych (pojednania). W rzeczywistości jest to krzyż pamiątkowy upamiętniający wydarzenie opisane w inskrypcji czyli śmierć 19-letniego młodzieńca w dniu 18.10.1628 r. W XVII w. prawo dające możliwość zawarcia umowy kompozycyjnej (pojednawczej) pomiędzy zabójcą a rodziną zabitego, w której zabójca był czasem zobowiązany również do ufundowania krzyża nazywanego pokutnym czy pojednawczym,  już nie obowiązywało.
- Budynki dawnej strażnicy WOP.
- Leśniczówka oraz kilkanaście domów z XIX w.
- Tron Łaski, figura z 1677 roku[7].

## Turystyka
Przez wieś prowadzą szlaki turystyczne:
- żółty – prowadzący z Międzylesia na Przełęcz Spaloną,
- zielony – prowadzący wzdłuż granicy z Masywu Śnieżnika do Niemojowa.